# Communauté de communes du canton d'Axat
La communauté de communes du Canton d'Axat était une communauté de communes française, située dans le département de l'Aude et la région Languedoc-Roussillon.
Depuis le 1er janvier 2014 a fusionné avec les communautés de communes voisines pour former la Communauté de communes Pyrénées Audoises

## Composition
Elle regroupait 17 communes:
| - Artigues - Axat - Bessède-de-Sault - Le Bousquet - Cailla - Le Clat | - Counozouls - Escouloubre - Gincla - Lapradelle-Puilaurens - Marsa - Montfort-sur-Boulzane | - Quirbajou - Roquefort-de-Sault - Sainte-Colombe-sur-Guette - Saint-Martin-Lys - Salvezines |